# 베독노스역

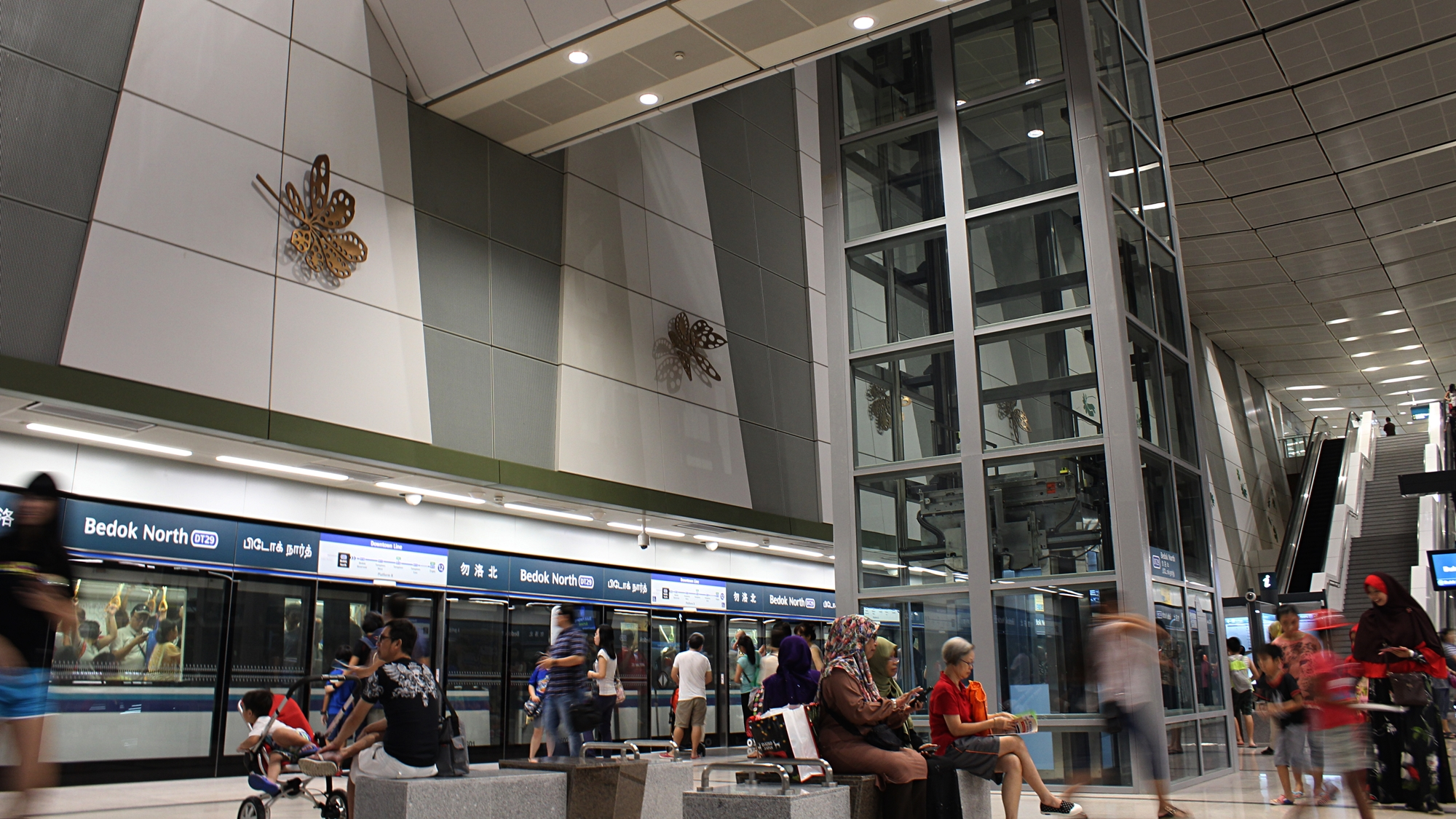

베독노스역(Bedok North MRT station)은 싱가포르 베독 북부의 다운타운선에 있는 지하 대중교통 역으로 팬 아일랜드 고속도로 고가도로와 베독 타운 공원 근처 베독 노스 로드를 따라 위치해 있다. 이는 인근 HDB 부지, 인근 다마이 초등학교에 서비스를 제공하고 해당 지역의 미래 통합 병원을 제공한다.